# 油苦竹
油苦竹（学名：Pleioblastus oleosus）为禾本科大明竹属下的一个种。

## 扩展阅读
- 維基物種上的相關：油苦竹